# 奥德丽·威廉森
奥德丽·威廉森（英語：Audrey Williamson，1926年9月28日—2010年4月29日），英国女子田径运动员，主攻短跑。她曾代表英国参加1948年夏季奥林匹克运动会田径比赛，获得女子200米银牌。